# Юлия Казаска
Юлия Парашкевова Казаска е българска писателка, преводачка и белетристка. Тя е авторка на сборника с разкази „Целувката на жената“ и на „Смъртта и монокъл“. Завършва висшето си образование в Швейцария (Женева и Фрибур) със специалност социални науки и френска филология. Автор е на много преводи от френски език, а също така и пише очерци на френски. Интересува се от българската народна песен и помества преводи на български фолклор и различни интервюта.

## Биография
Юлия Касазка е родена на 15 март 1891 г. в Търново, в интелигентно и родолюбиво семейство. Нейният баща д-р Парашкев Казаски завършва медицина в Османската империя и дълги години е военен лекар в Цариград и в Багдад. Майка ѝ произхожда от изтъкнатия род на д-р Никола Пиколо. Амбициозните родители възпитават и обучават дете, отдадено на литература и изкуство. Малката Юлия учи отлично, има богата библиотека и чете много. Привлича я рисуването и в свободното си време рисува, при това доста добре, по мнение на специалистите.
Средно образование получава в Девическата гимназия „Митрополит Климент“. И там проявява особен интерес към литература и изкуства. Продължава своето образование в Швейцария, където изучава социални науки и френска филология в Женева и Фрибур.

## Творчество
След като се завръща в България, Юлия Казаска работи като учителка, редакторка в Дирекция на печата към Министерството на външните работи и изповеданията и лектор по френски език.
Наред с преките си служебни занимания, изучава философия, история, журналистика, изкуство. Голямата ѝ любов към българския фолклор я прави първата популяризаторка на българските народни песни във френскоговорещите страни. Преводите ѝ са направени с голям усет, проницателност, вярно тълкуване на народните мотиви.
Изпратена е на специализация в САЩ и става една от първите българки, специализирали в тази далечна държава. След като се завръща е привлечена за редактор на фолклорния отдел на вестник „Ла Парол Бюлгар“. Същевременно е кореспондент на няколко периодични издания на френски език и на швейцарския вестник „Ла либерте“.
Юлия Казаска прави първите си литературни опити в областта на есеистичната проза. През 1922 г. на страниците на централния печат /в. Мир/ излиза очеркът ѝ „Две сенки от миналото“. Там е публикуван и първият ѝ разказ „Божи човек“. През 1933 г. излиза от печат сборникът ѝ с разкази „Целувката на живота и смъртта“, който предизвиква голям интерес в литературните среди. Критиката оценява като особено добри „По неписаните закони“, „Човекът със сърце“, „Слана в града“ и „Божи човек“.
През 1943 г. излиза вторият ѝ сборник с разкази „Монокъл“, пропити със съчувствие към страдащите и социално онеправданите.
Между двете световни войни Юлия Казаска заема значимо място с преводите си от френски на български език и особено от български на френски на наши поети и белетристи. Нейно дело е преводът на „Съвременно българско изкуство“ от Никола Мавродинов и „Лъчи в преизподнята“ от Тодор Павлов. Значим труд в съавторство с Атанас Далчев е преводът на „Братовчедката Бет“ – известния роман на Балзак.
Авторка е на романа „Балада за заложника“, написан по автентични материали на нейния брат – офицер, заложник по време на Първата световна война (1915-1918).
Намира вечен покой на 25 септември 1976 г. в София на 85-годишна възраст.